# Nhóm ngôn ngữ Athabasca
Nhóm ngôn ngữ Athabaska (cũng viết là Athabasca, Athapaska hoặc Athapasca, và còn được gọi là nhóm ngôn ngữ Dené) là một nhóm ngôn ngữ bản địa lớn ở Bắc Mỹ, hiện diện ở mạn tây Bắc Mỹ, bao gồm ba phân nhóm ngôn ngữ: Bắc, Bờ biển Thái Bình Dương và Nam (còn gọi là Apache). Kari và Potter 2010:10 cho rằng toàn bộ khu vực nơi 53 ngôn ngữ Athabaska được nói rộng 4.022.000 kilômét vuông (1.553.000 dặm vuông Anh).
Tiếng Chipewyan là ngôn ngữ bản địa Bắc Mỹ có diện tích vùng nói rộng nhất, trong khi tiếng Navajo là ngôn ngữ bản địa có số người nói lớn nhất trong khu vực nằm về phía bắc México.
Mặc dù thuật ngữ Athabaska phổ biến trong ngôn ngữ học và nhân chủng học, thuật ngữ Dené và nhóm ngôn ngữ Dené (Dené là tên tự gọi của người bản ngữ) đang ngày một phổ biến hơn. Ví dụ, sau một bước tiến của những người tham dự vào năm 2012, Hội nghị Ngôn ngữ Athabaska hàng năm đã đổi tên thành Hội nghị Ngôn ngữ Dené.

## Từ nguyên
Từ Athabaska là một dạng Anh hóa của tên hồ Athabasca trong tiếng Cree (Bản mẫu:Lang-crm "[nơi] đầy lau sậy") ở Canada. Tiếng Cree là một ngôn ngữ Algonquin, không phải là ngôn ngữ Athabaska. Tên này được Albert Gallatin đặt ra trong phân loại năm 1836 (viết năm 1826) về các ngôn ngữ của Bắc Mỹ. Ông thừa nhận rằng đó là lựa chọn tự ý của mình khi sử dụng tên này cho nhóm ngôn ngữ này và các dân tộc liên quan, viết:
Tôi đã đặt cho họ [các tộc Dené] cái danh ngẫu ý Athabasca [này], bắt nguồn từ tên gốc của hồ [hồ Athabasca].— Albert Gallatin, 1836:116–7

Bốn cách viết "Athabaska", "Athabasca", "Athapaska" và "Athapasca" có mức sử dụng gần như ngang nhau. Mỗi cộng đồng có thể chọn một trong các cách viết này (Krauss 1987). Ví dụ, Hội nghị Tộc trưởng Tanana và Trung tâm ngôn ngữ bản địa Alaska thường viết "Athabasca". Ethnologue sử dụng "Athapaska" trong việc đặt tên nhóm ngôn ngữ và các ngôn ngữ thành viên.

## Ngôn ngữ
Các nhà ngôn ngữ học thường chia nhóm Athabaska thành ba nhóm con, dựa trên phân bố địa lý:
1. Nhóm ngôn ngữ Athabaska miền Bắc
2. Nhóm ngôn ngữ Athabaska Bờ biển Thái Bình Dương
3. Nhóm ngôn ngữ Athabaska miền Nam hoặc "Apache"

32 ngôn ngữ Athabaska Bắc được sử dụng trên khắp vùng nội địa Alaska và vùng nội địa tây bắc Canada (ở Yukon và Các Lãnh thổ Tây Bắc), cũng như các tỉnh British Columbia, Alberta, Saskatchewan và Manitoba. Năm ngôn ngữ Athabaska là ngôn ngữ chính thức ở Lãnh thổ Tây Bắc, bao gồm tiếng Chipewyan (Dënesųłıné), tiếng Dogrib hoặc Tłı̨chǫ Yatıì, tiếng Gwich’in (Kutchin, Loucheux) và các biến thể Bắc và Nam của tiếng Slavey.
Bảy (hoặc nhiều hơn) ngôn ngữ Athabaska Bờ biển Thái Bình Dương được nói ở Tây Bắc Thái Bình Dương ở Hoa Kỳ. Chúng bao gồm Applegate, Galice, một số ngôn ngữ khu vực sông Rogue, Thượng Coquille, Tolowa và Thượng Umpqua ở Oregon; Sông Eel, Hupa, Sông Mattole-Bear và Tolowa ở mạn bắc California; và có thể Kwalhioqua-Clatskanie ở Washington.
Bảy ngôn ngữ Athabaska Nam có vị trí địa lý xa cách đáng kể so với hai nhóm Bờ biển Thái Bình Dương và nhóm Bắc. Sự cách biệt địa lý này phản ảnh lịch sử di cư và ngày nay được một số tộc thổ dân ở vùng Tây Nam Hoa Kỳ và tây bắc México nói. Nhóm này bao gồm tiếng Navajo cùng sáu ngôn ngữ Athabaska Nam khác.
Tuy nhiên, với phân loại truyền thống này, phải nhớ rằng nó chủ yếu dựa trên sự tương đồng về địa lý/khu vực hơn là mối quan hệ phả hệ ngôn ngữ; chỉ có các ngôn ngữ Athapaska Nam (còn gọi là Apache) tạo thành một đơn vị phả hệ khắng khít. (Người nói các ngôn ngữ có mối quan hệ với nhau không nhất thiết phải liên quan nhau về dân tộc học (về mặt sinh học).)